# St. Laurentius (Wettzell)

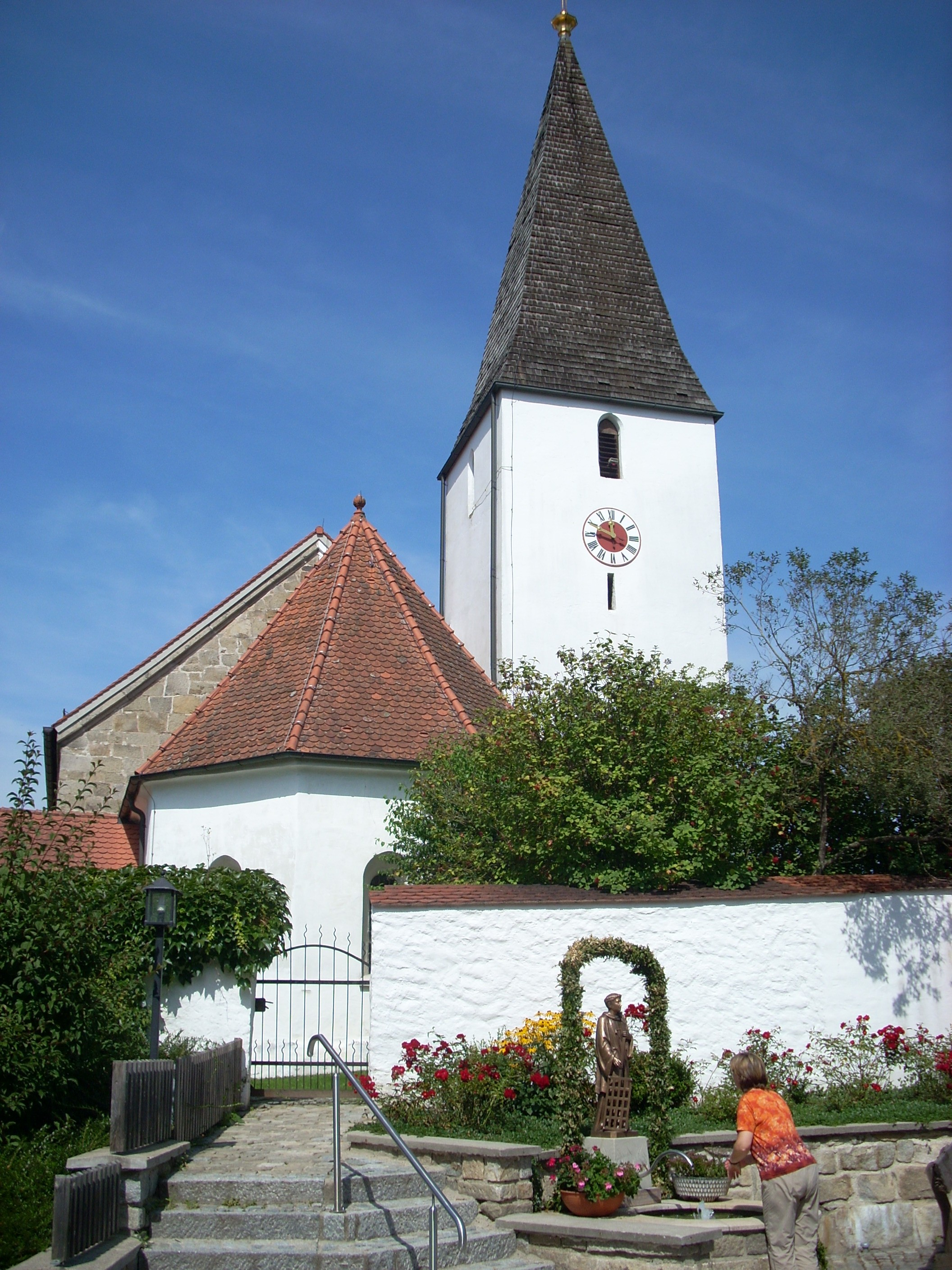
St. Laurentius (Wettzell)

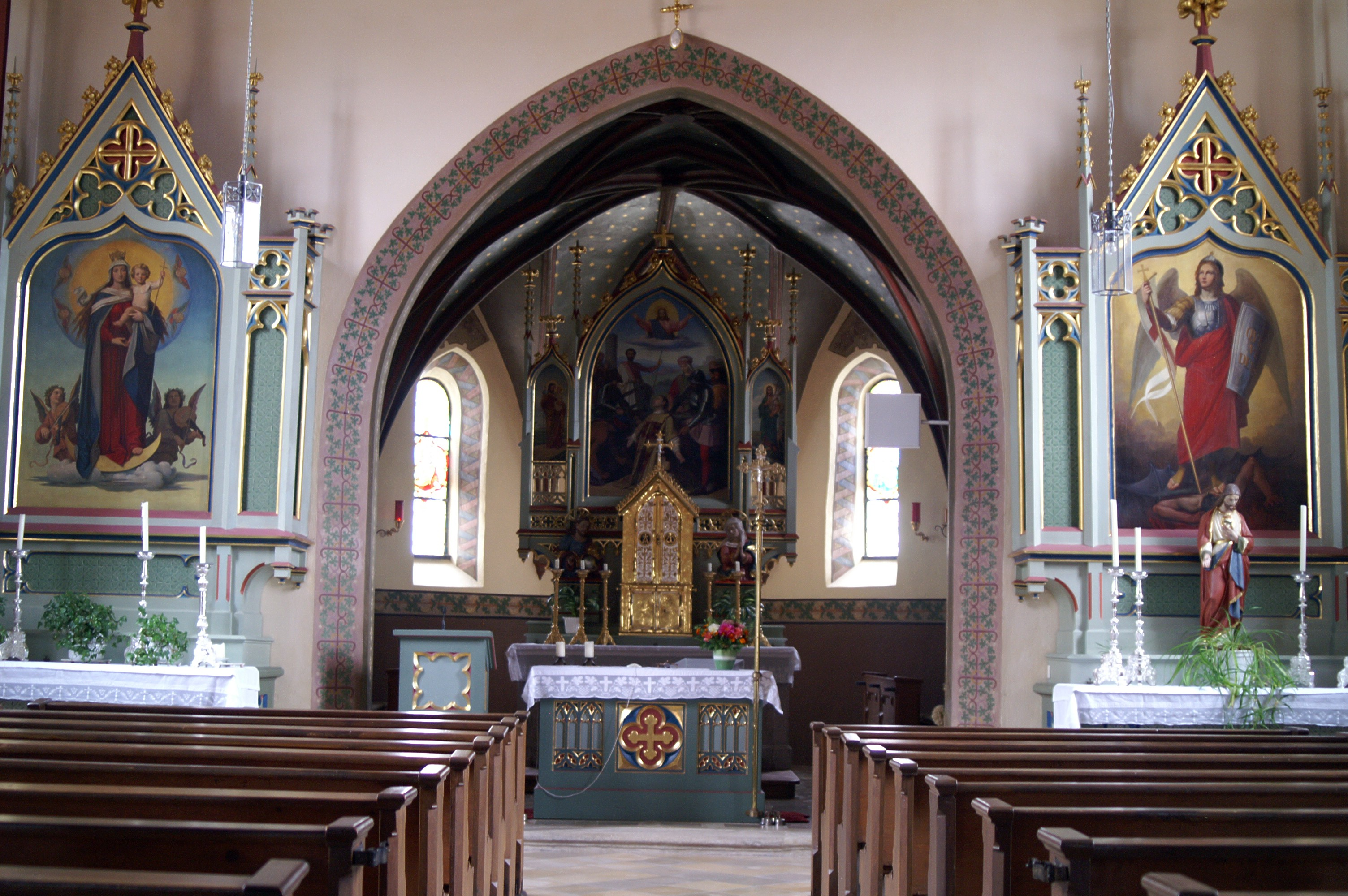
Innenansicht

Die römisch-katholische, denkmalgeschützte Pfarrkirche St. Laurentius steht in Wettzell, einem Gemeindeteil der Stadt Bad Kötzting im Landkreis Cham in der Oberpfalz. Die Kirche gehört zum Bistum Regensburg. Das Bauwerk ist unter der Denkmalnummer D-3-72-137-51 als Baudenkmal in die Bayerische Denkmalliste eingetragen.

## Beschreibung
Die Saalkirche besteht aus dem 1848 nach einem Entwurf von Leonhard Schmidtner errichteten neugotischen Langhaus aus Quadermauerwerk, dem eingezogenen spätgotischen Chor mit Fünfachtelschluss im Osten, einem Chorflankenturm, der mit einem spitzen, mit Schindeln verkleideten, spitzen Helm bedeckt ist, an dessen Nordwand und einer Sakristei an dessen Südwand. Die unteren Geschosse des Chorflankenturms sind spätgotisch, die oberen beherbergen die Turmuhr und den Glockenstuhl.
Der Innenraum des Langhauses ist mit einer Holzbalkendecke überspannt, der des Chors mit einem Sterngewölbe. Die Kirchenausstattung ist neugotisch. Der Hochaltar mit einem nazarenischen Altarretabel wurde 1934 gebaut. Die Orgel wurde 1903 von Martin Binder gebaut.